# Santuario della Madonna dell'Olmo (Verdellino)
Il santuario della Madonna dell'Olmo si trova nel territorio del comune di Verdellino in provincia di Bergamo.

## Storia
Si tratta di un edificio ecclesiale, originariamente romanico, risalente molto probabilmente all'inizio dell'XI secolo. Non si hanno atti documentali storici relativi alla data della sua fondazione, l'ipotesi indicata deriva dalla comparazione stilistico-costruttiva con i molteplici analoghi edifici romanici sparsi nella bergamasca.
L'edificio è stato sottoposto nel corso dei secoli a ristrutturazioni e addizioni irrispettose della sua struttura originaria che ne hanno alterato notevolmente e irrimediabilmente l'aspetto architettonico.
I resti più notevoli sopravvissuti sono costituiti dalle absidi romaniche che fuoriescono dal corpo rettangolare e da alcuni affreschi interni di buona fattura ma abbastanza degradati, esempio minore dell'architettura romanica bergamasca.
Il santuario ha una struttura a navata unica, preceduta da un pronao aggiunto tra il XVI e il XVII secolo che ne ha violato l'austero aspetto romanico.